# سكان تنزانيا
توزيع السكان في تنزانيا متفاوت للغاية. يعيش معظم الناس على الحدود الشمالية أو الساحل الشرقي، مع كون معظم بقية البلاد ذات كثافة سكانية منخفضة. تتراوح الكثافة من 12 لكل كيلومتر مربع (31 / ميل مربع) في إقليم كاتافي إلى 3,133 لكل كيلومتر مربع (8,110 / ميل مربع) في دار السلام. حوالي 70 في المائة من السكان ريفيون، على الرغم من أن هذه النسبة آخذة في الانخفاض منذ عام 1967 على الأقل. دار السلام هي العاصمة الفعلية وأكبر مدنها. تقع دودوما في وسط تنزانيا، وهي العاصمة القانونية، على الرغم من توقف العمل على نقل المباني الحكومية إلى دودوما.
يتكون السكان من حوالي 125 مجموعة عرقية. تضم شعوب سوكوما ونيامويزي وتشاغا وهايا أكثر من 1 مليون عضو لكل منها.

## السكان

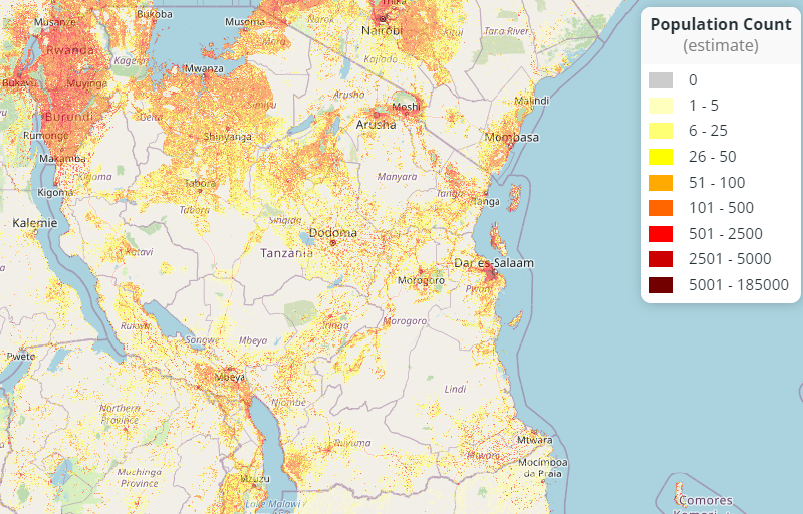
الكثافة السكانية (2022).

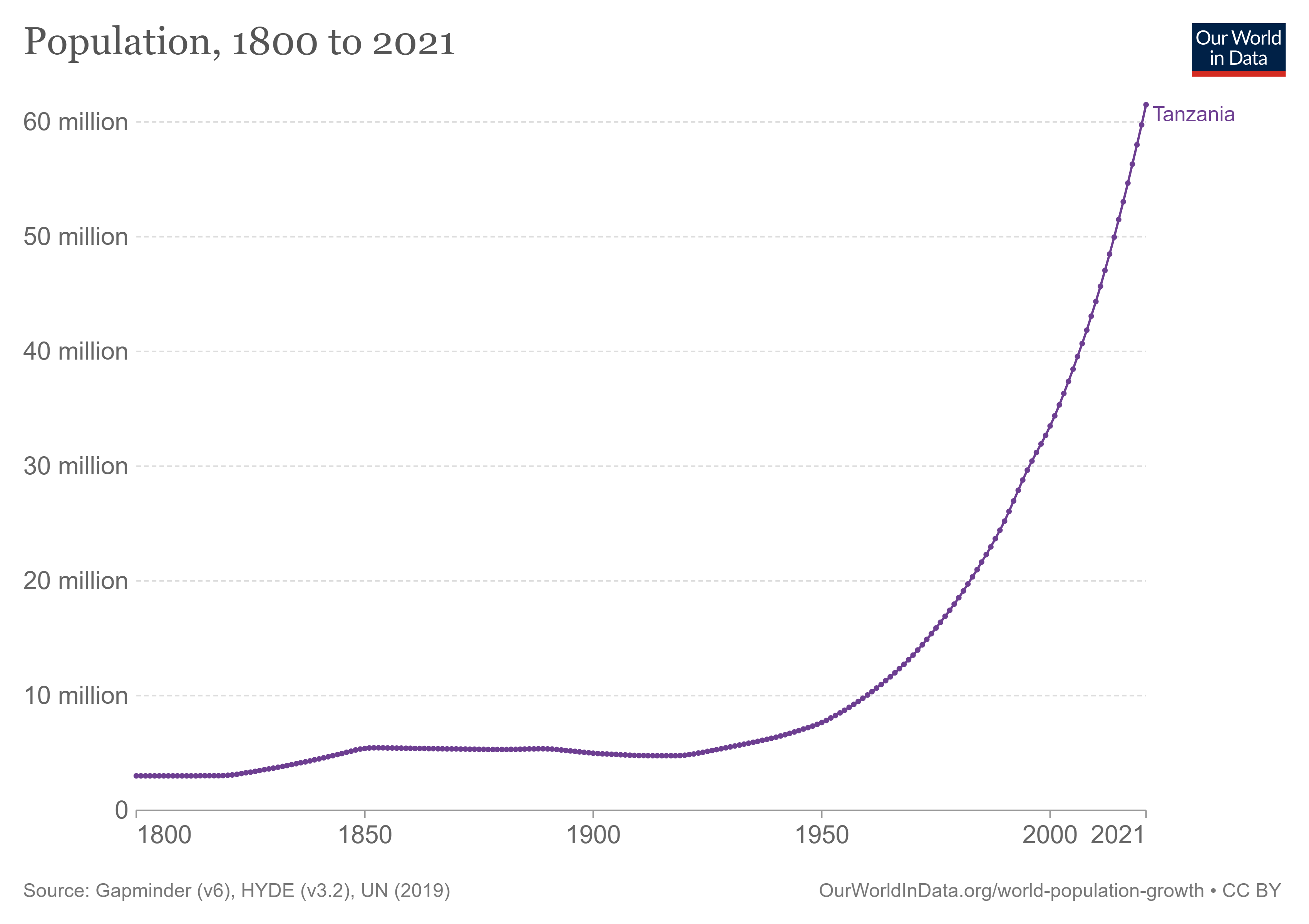
التركيبة السكانية لتنزانيا، بيانات عالمنا في البيانات، عام 2022؛ عدد السكان بالملايين.

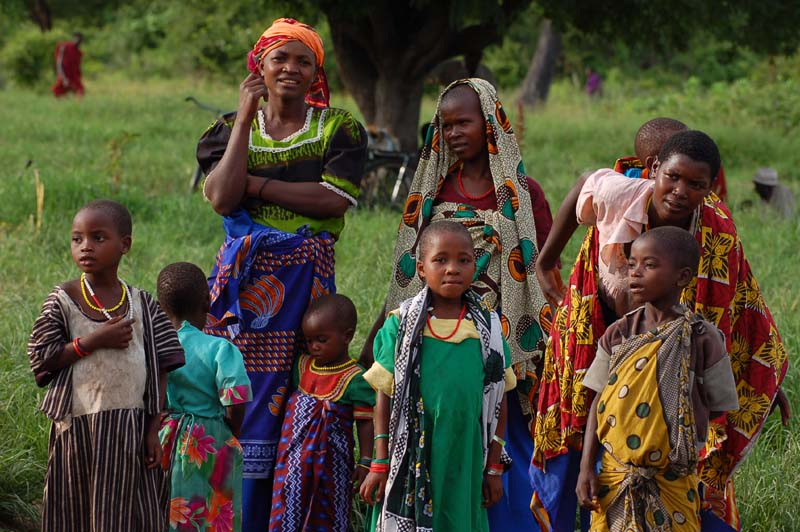
بانتو سوكوما هي أكبر مجموعة عرقية في تنزانيا.

وفقا لتعداد عام 2012، بلغ إجمالي عدد السكان 44,928,923 مقارنة ب 12,313,469 في عام 1967، مما أدى إلى معدل نمو سنوي قدره 2.9 في المئة. تمثل الفئة العمرية دون سن 15 عاما 44.1 في المائة من السكان، مع 35.5 في المائة في الفئة العمرية 15-35 عاما، و 52.2 في المائة في الفئة العمرية 15-64 عاما، و 3.8 في المائة أكبر من 64 عاما.